# Canale Piovego

Les canaux entre le Brenta et le Bacchiglione

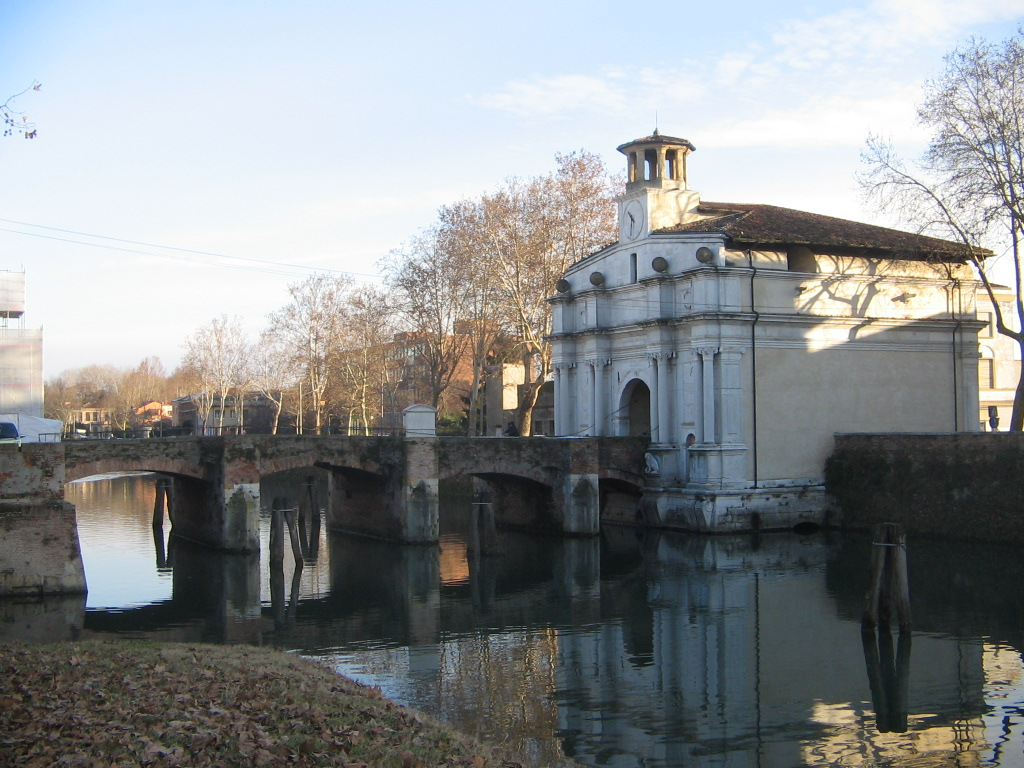
Le Piovego à Padoue, avec la porta Portello.

Le canale Piovego est un canal artificiel de la province de Padoue en Italie du nord. Dérivé du fleuve Bacchiglione, long d’environ 10 km, était aux siècles passés une importante voie de communication entre Padoue et Venise.

## Historique
Le canal est creusé en 1209 par les gens de Padoue, pour relier leur cité au fleuve Brenta et arriver ainsi à la Lagune de Venise. Sur ses rives, dans la localité de Portello un port fluvial est créé, enrichi sous la domination vénitienne d’un grand escalier avec chapiteaux, auprès duquel les voyageurs pouvaient participer à la messe avant le départ de minuit. Le port est présenté sur quelques tableaux de Canaletto.
Aujourd’hui, le canal est encore parcouru par les burchielli (petit bateau de tourisme fluvial).

## Le parcours
Le Piovego naît près de la Porte Contarine dans le centre historique de Padoue, au point où le cours principal du Bacchiglione, qui longe le centre citadin à l’ouest et au nord, se divise en deux : le Naviglio Interno et le Piovego.
Le canal poursuit selon un parcours quasi rectiligne, délimité au nord par les murs de la cité ancienne et continue, hors de la cité, vers Stra et le Naviglio del Brenta, qu’il rejoint après avoir traversé la Brenta.

## Sources
- (it) Cet article est partiellement ou en totalité issu de l’article de Wikipédia en italien intitulé « Canale Piovego » (voir la liste des auteurs) version du 06/04/2008.